# 法比奥·武洛
法比奥·武洛（義大利語：Fabio Vullo，1964年9月1日—），意大利前男子排球运动员。他曾代表意大利参加1984年和1992年夏季奥林匹克运动会排球比赛，其中1984年奥运会收获一枚铜牌。